# Adamastor (postać literacka)

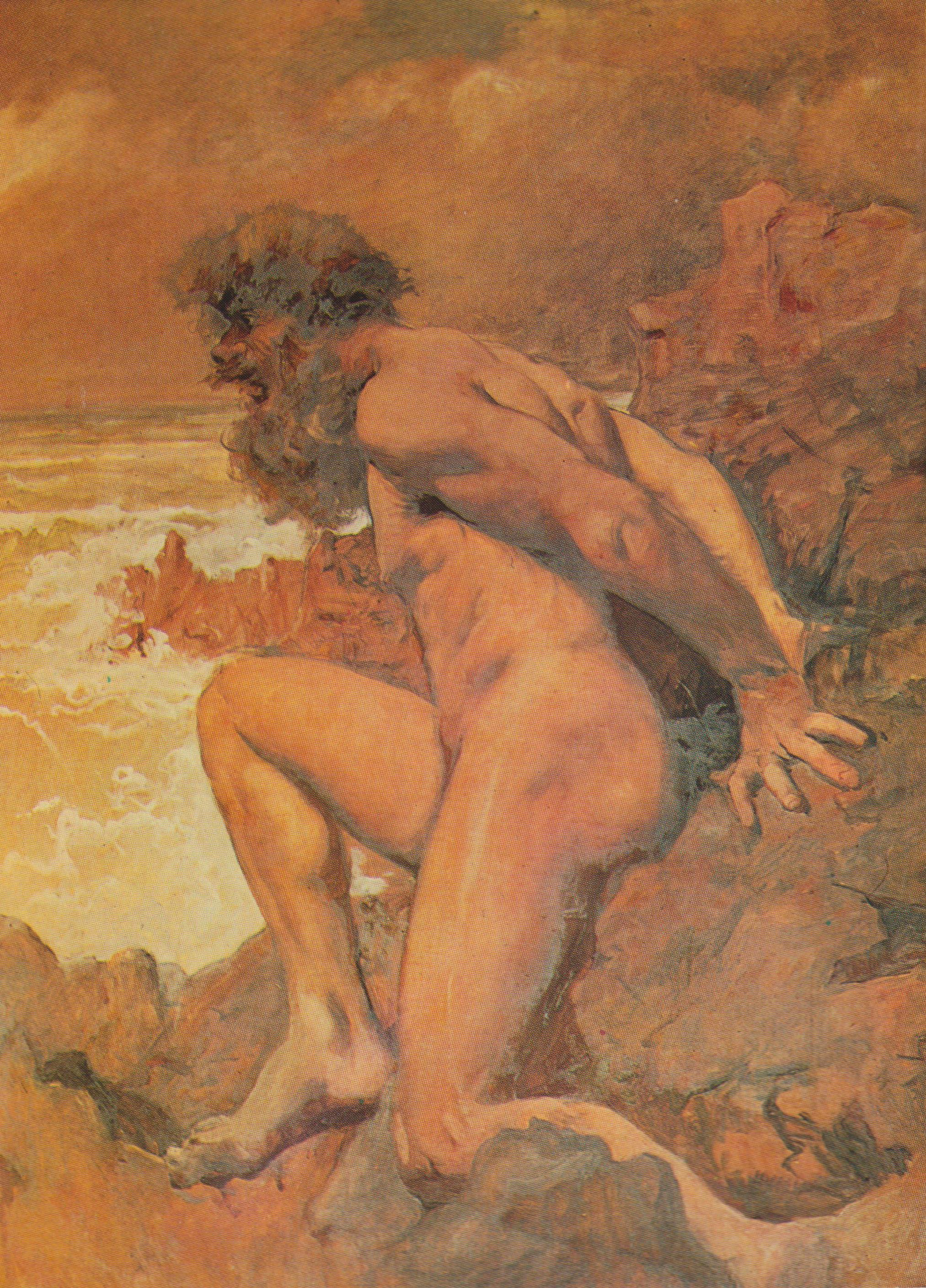
Olbrzym Adamastor

Adamastor – jeden z bohaterów utworu Luísa de Camõesa Luzjady. Symbolizuje siły natury, które musieli pokonać portugalscy żeglarze w czasie swoich podróży. Wedle Camõesa jest jednym z greckich gigantów; miał objawić się Vasco da Gamie jako potężna chmura burzowa, broniąca dostępu do Przylądka Dobrej Nadziei, za którym rozciąga się Ocean Indyjski – obszar, nad którym władzę sprawuje właśnie Adamastor.

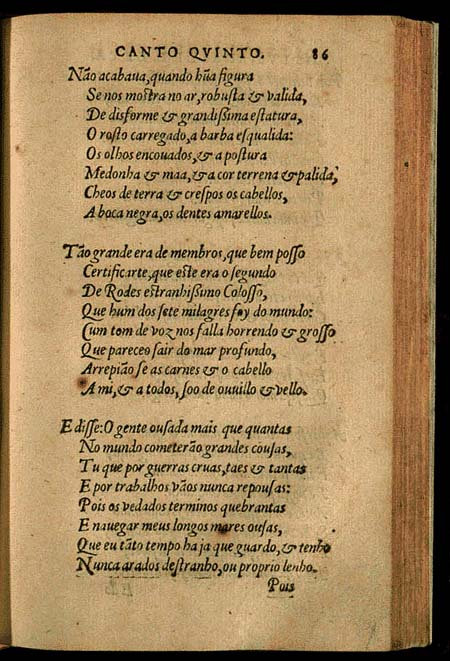
Strona z Luzjad Luísa de Camõesa z opisem Adamastora

Não acabava, quando uma figura
Se nos mostra no ar, robusta e válida,
De disforme e grandíssima estatura,
O rosto carregado, a barba esquálida,
Os olhos encovados, e a postura
Medonha e má, e a cor terrena e pálida,
Cheios de terra e crespos os cabelos,
A boca negra, os dentes amarelos.
(Os Lusíadas, Canto quinto, oktawa 39)
Jeszczem nie skończył, kiedy z głębi wody
Wytrysła postać strasznego olbrzyma
Potężnych kształtów a szpetnéj urody
Z ponurą twarzą, wpadłemi oczyma
Splątane kudły zwisają mu z brody
Lice gliniaste kropelki krwi nié ma,
Plugawe włosy w piasku, w błocie całe
Zęby pożółkłe, wargi ma zsiniałe.
(Luzjady, pieśń V (przekład Adam M-ski, czyli Zofia Trzeszczkowska)